# 科林·杰克逊
科林·雷·杰克森（Colin Ray Jackson，1967年2月18日—）是英国田径运动员，110米欄原世界纪录创造者（12秒91）。杰克森出生于威尔士一个牙买加和苏格兰混血家庭。他曾获得1988年汉城奥运男子110米栏银牌。

## 外部連結
- 科林·杰克逊在的頁面